# Ville-la-Grand
Ville-la-Grand est une commune française située dans le département de la Haute-Savoie, en région Auvergne-Rhône-Alpes.

## Géographie

### Localisation
La commune de Ville-la-Grand se situe dans la vallée de l'Arve, dans la banlieue nord d'Annemasse. Elle est frontalière du canton de Genève en Suisse.

### Communes limitrophes
| Puplinge de( Suisse, GE) | Presinge ( Suisse, GE) | Juvigny       |
|                          | Ville-la-Grand         | Cranves-Sales |
| Ambilly                  | Annemasse              |               |

### Hydrographie
La commune est traversée par le Foron.

### Voies de communication et transports

#### Transport ferroviaire
La gare SNCF la plus proche est celle d'Annemasse.

#### Transports en commun
La commune est desservie par les lignes T2, 4, 6 et 7 du réseau des Transports annemassiens collectifs (TAC) et par lignes 141 et 151 des transports en commun de Thonon-les-Bains (Star't).

#### Transport aérien
L'aéroport international le plus proche est celui de Genève-Cointrin. L'aérodrome le plus proche est celui d'Annemasse.

## Urbanisme

### Typologie
Au 1er janvier 2024, Ville-la-Grand est catégorisée grand centre urbain, selon la nouvelle grille communale de densité à sept niveaux définie par l'Insee en 2022.
Elle appartient à l'unité urbaine de Genève (SUI)-Annemasse (partie française), une agglomération internationale regroupant 34  communes, dont elle est une commune de la banlieue,,. Par ailleurs la commune fait partie de l'aire d'attraction de Genève - Annemasse (partie française), dont elle est une commune du pôle principal,. Cette aire, qui regroupe 158 communes, est catégorisée dans les aires de 700 000 habitants ou plus (hors Paris),.

### Occupation des sols
L'occupation des sols de la commune, telle qu'elle ressort de la base de données européenne d’occupation biophysique des sols Corine Land Cover (CLC), est marquée par l'importance des territoires artificialisés (75,1 % en 2018), en augmentation par rapport à 1990 (57 %). La répartition détaillée en 2018 est la suivante : 
zones urbanisées (45,8 %), zones industrielles ou commerciales et réseaux de communication (29,3 %), terres arables (13,2 %), forêts (11,8 %).
L'IGN met par ailleurs à disposition un outil en ligne permettant de comparer l’évolution dans le temps de l’occupation des sols de la commune (ou de territoires à des échelles différentes). Plusieurs époques sont accessibles sous forme de cartes ou photos aériennes : la carte de Cassini (XVIIIe siècle), la carte d'état-major (1820-1866) et la période actuelle (1950 à aujourd'hui).

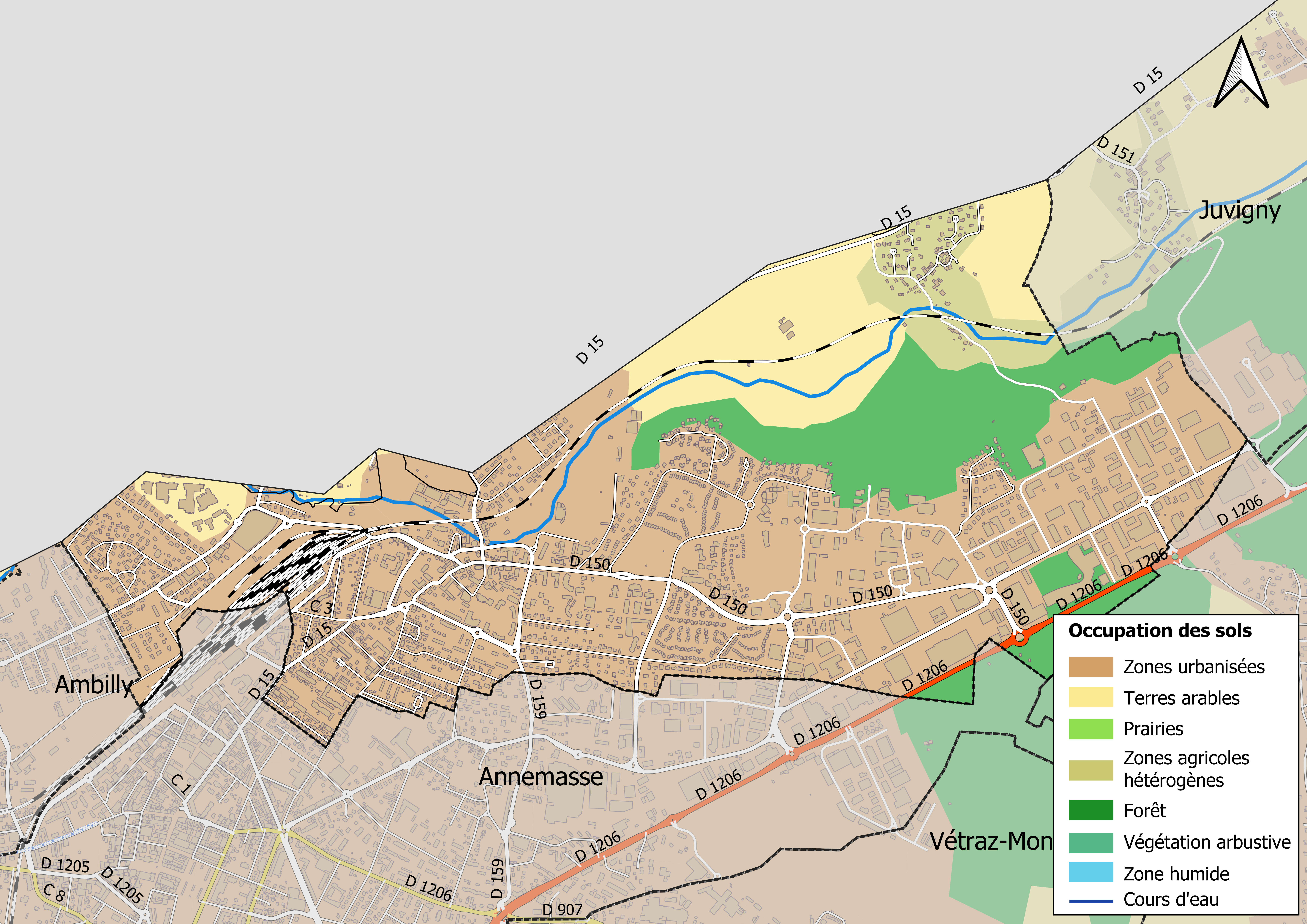
Carte des infrastructures et de l'occupation des sols en 2018 (CLC) de la commune.
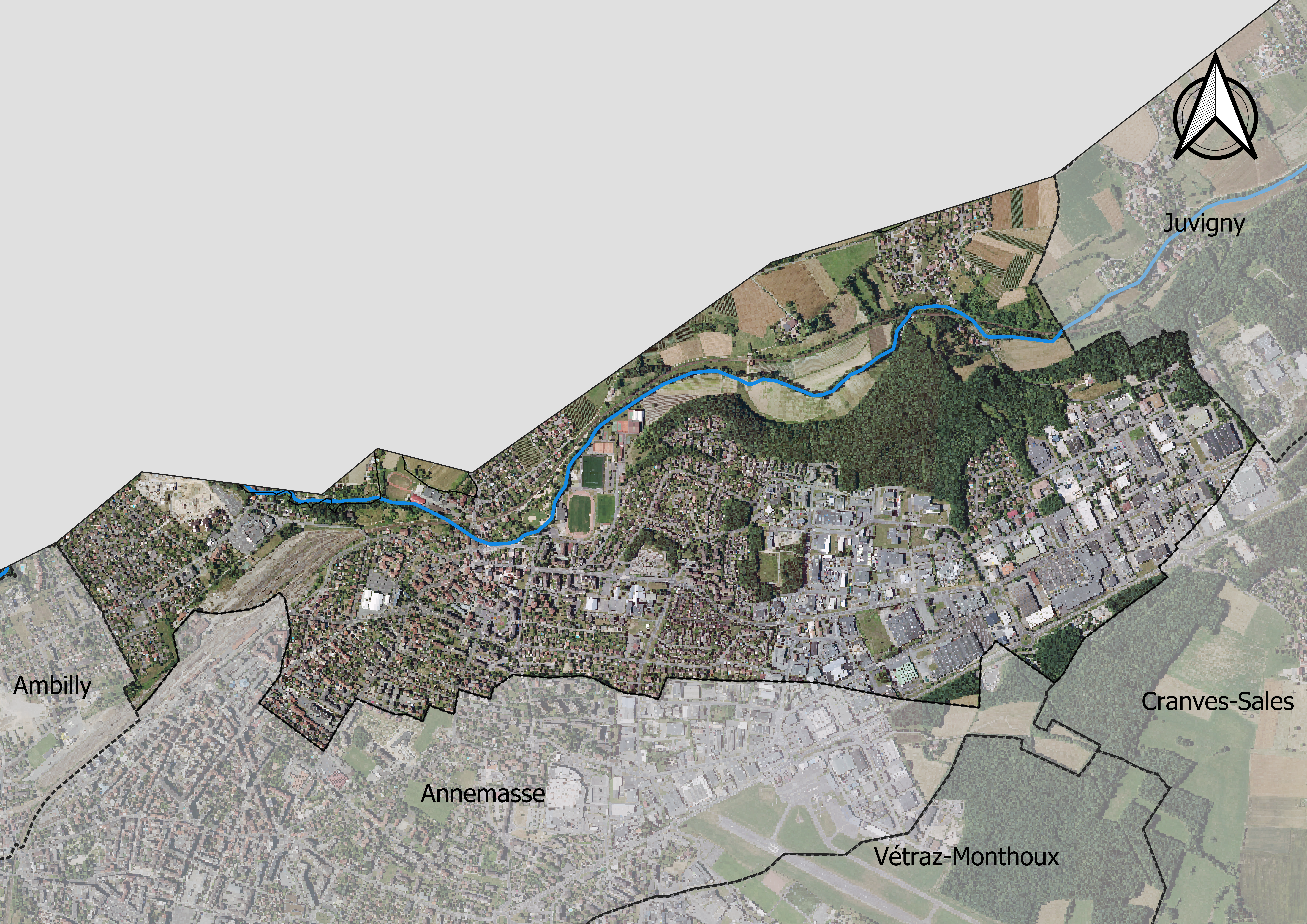
Carte orthophotogrammétrique de la commune.

#### Morphologie urbaine
La commune comprend un centre très urbanisé autour duquel gravitent plusieurs lieux-dits comme Crêt et Marsaz.

#### Logement
Ville-la-Grand est une ville constituée principalement de lotissements.

## Toponymie
Les premières mentions seraient « Villula, Villa (1307), Villa Magna », selon Jacquet. On trouve dans la documentation les formes Villagrandis (1307), Prior de Villa (vers 1344).
Ville-la-Grand est édifiée sur l'emplacement d'une ancienne villa gallo-romaine, dite de Villa Magna, une ville-magne (ville grand),,.
En francoprovençal, le nom de la commune s'écrit Vela-la-Gran (graphie de Conflans) ou Vela-la-Grand (ORB).

## Histoire

### Fondation
Une villa romaine et burgonde, qui semble s'être maintenue à l'époque franque a été édifiée en territoire Allobroges occupé par les Romains entre les Ier siècle av. J.-C. au Ier siècle de notre ère. Elle est placée sur une voie romaine secondaire, qui d'Annemasse permettait de remonter vers le Chablais,. De cette époque subsistent trois pierres gravées d'inscriptions latines,.
La première mention écrite du lieu date de 891, où « l'archevêque de Lyon fait rétrocéder aux religieux du prieuré clunisien de Nantua, le lieu villala (petite ville) »,.

### Évangélisation
Vers le VIe siècle, le temple dédié au culte du dieu Mars d'Annemasse est détruit. La villa possède également un temple dédié au dieu de la guerre. L'église est construite à son emplacement et consacrée par l'archevêque de Vienne, Avit, en 522,. Jacquet considère que la même opération a du se dérouler à Ville-la-Grand. L'église est placée sous le patronage de saint Mammès, berger et martyr du IIIe siècle.

### DuXIIIesiècleauXVIIIesiècle
Entre 1220 et 1748, le village subit l’influence féodale de la famille des seigneurs de Grailly. Ville-la-Grand fait partie du duché de Savoie et du royaume de Sardaigne à partir de 1720.

### Période contemporaine
Annexée la France comme l'ensemble de la Savoie en 1792, elle devient une commune du département du Mont Blanc, puis de celui du Léman en 1798. Rendue au royaume sarde en 1814, la commune voit son territoire amputé en 1816 par le traité de Turin quand les villages de Présinge et Puplinge, les hameaux de la Louvière et de Carra sont rattachés au canton de Genève.
La paroisse de Ville-la-Grand perd les dépendances de Juvigny (1681), Ambilly (1803), ainsi que les hameaux de Carraz, Pesey et Puplinge (1816). Elle récupère par contre lors du Concordat celle de Presinge.
Entre 1780 et 1837, Ville-la-Grand fait partie de la province de Carouge, division administrative des États de Savoie, avant d'être rattachée à la province du Faucigny (1837-1860).
Le traité de Turin de 1816 ampute la partie nord de la commune au bénéfice du canton de Genève, ce qui deviendra Presinge, de qui naîtra en 1850 Puplinge.

#### Annexion du duché de Savoie
Lors des débats sur l'avenir du duché de Savoie, en 1860, la population est sensible à l'idée d'une union de la partie nord du duché à la Suisse. Une pétition circule dans cette partie du pays (Chablais, Faucigny, Nord du Genevois) et réunit plus de 13 600 signatures, dont 14 pour la commune ou 161. Le duché est réuni à la suite d'un plébiscite organisé les 22 et 23 avril 1860 où 99,8 % des Savoyards répondent « oui » à la question « La Savoie veut-elle être réunie à la France ? ».

#### Le chemin de fer
En 1860, la commune redevient française. En vertu d'un décret impérial du 22 décembre de la même année, déclarant d’intérêt public la construction de la ligne de chemin de fer reliant Thonon, l’édification de la gare d’Annemasse est réalisée sur 18 hectares du domaine de Ville-la-Grand. La commune voisine propose en 1881 une indemnité de 3 000 francs, mais il faut attendre 1927 pour que la cité, après avoir épuisé tous les recours pour faire prévaloir ses droits, se contente de cette somme en réparation du préjudice. Ville-la-Grand devient le lieu de résidence privilégié des cheminots avec l’édification des cités SNCF et la construction de maisons. Il s’agit là du premier véritable bouleversement sociologique de la commune jusque-là exclusivement agricole.

#### Mémoire de guerre
Les sombres heures de la Seconde Guerre mondiale surviennent ensuite, marquées notamment le 8 juillet 1944 par l’assassinat au lieu-dit « sur les côtes » de six valeureux résistants, dont Marianne Cohn. D'autre part, l’action des pères du Juvénat permet de sauver de la mort ou de la déportation plus de 2 500 juifs, en les aidant à rejoindre la Suisse.

## Politique et administration

### Administration territoriale
La commune est rattachée administrativement à l’arrondissement de Saint-Julien-en-Genevois. Elle fait partie du canton d'Annemasse-Nord jusqu'à sa suppression en 2015 et depuis cette date de celui de Annemasse. Enfin, elle est rattachée à la quatrième circonscription de la Haute-Savoie.

### Administration municipale
Le nombre d'habitants au dernier recensement étant compris entre 5 000 et 9 999, le nombre de membres du conseil municipal est de vingt-neuf.

### Liste des maires
| Période      | Période               | Identité              | Étiquette | Qualité |
| ------------ | --------------------- | --------------------- | --------- | --- |
| 1860         | 1861                  | Joseph Déléaval       |           | |
| 1861         | 1870                  | Étienne Déléaval      |           | |
| 1870         | 1871                  | Louis Grand           |           | |
| 1871         | 1881                  | Joseph Déléaval       |           | |
| 1881         | 1883                  | Louis Grand           |           | |
| 1883         | 1888                  | Joseph Déléaval       |           | |
| 1889         | 1892                  | Prosper Mossu         |           | Négociant |
| 1892         | 1918                  | Auguste Davaud        |           | |
| 1918         | 1919                  | Jean-Claude Maniglier |           | |
| 1919         | 1925                  | Elie Vidonne          |           | |
| 1925         | 1929                  | Alphonse Dupont       |           | |
| 1929         | 1945                  | Eugène Gardy          | SFIO      | Conseiller d'arrondissement du canton d'Annemasse (1934-1940) |
| avril 1945   | octobre 1947          | Jean Dunand           | PCF       | |
| octobre 1947 | janvier 1966 (décès)  | Joseph Philippe       | MRP       | Agriculteur Député de la 3e circonscription de la Haute-Savoie (1958 → 1966) Conseiller général du canton d'Annemasse (1958 → 1966) |
| 1966         | 1980 (décès)          | Robert Veyrat         |           | |
| 1980         | 1981                  | Ernest Montand        |           | |
| avril 1981   | juin 2016 (démission) | Raymond Bardet        | DVD       | Chef d'entreprise retraité Conseiller général du canton d'Annemasse-Nord (1985 → 2015) Vice-président de l'agglomération d'Annemasse (2001 → 2016) Conseiller départemental du canton d'Annemasse (2015 → ) Vice-président du conseil général de la Haute-Savoie ( → 2015) |
| juillet 2016 | En cours              | Nadine Jacquier       | SE        | Enseignante |

### Intercommunalité
La commune fait partie d'Annemasse - Les Voirons Agglomération.

### Jumelages
La ville n'est jumelée avec aucune commune.

## Population et société
Les habitants de la commune sont appelés les Villamagnains.

### Démographie
L'évolution du nombre d'habitants est connue à travers les recensements de la population effectués dans la commune depuis 1793. Pour les communes de moins de 10 000 habitants, une enquête de recensement portant sur toute la population est réalisée tous les cinq ans, les populations de référence des années intermédiaires étant quant à elles estimées par interpolation ou extrapolation. Pour la commune, le premier recensement exhaustif entrant dans le cadre du nouveau dispositif a été réalisé en 2004.

En 2022, la commune comptait 9 196 habitants, en évolution de +6,82 % par rapport à 2016 (Haute-Savoie : +6,01 %, France hors Mayotte : +2,11 %).
| 1793 | 1800 | 1806 | 1822 | 1838 | 1848 | 1858 | 1861 | 1866 |
| ---- | ---- | ---- | ---- | ---- | ---- | ---- | ---- | ---- |
| 897  | 978  | 991  | 790  | 762  | 705  | 711  | 705  | 670  |

| 1872 | 1876 | 1881 | 1886 | 1891 | 1896 | 1901 | 1906 | 1911 |
| ---- | ---- | ---- | ---- | ---- | ---- | ---- | ---- | ---- |
| 608  | 567  | 712  | 705  | 785  | 868  | 844  | 804  | 832  |

| 1921 | 1926  | 1931  | 1936  | 1946  | 1954  | 1962  | 1968  | 1975  |
| ---- | ----- | ----- | ----- | ----- | ----- | ----- | ----- | ----- |
| 979  | 1 281 | 1 605 | 2 169 | 2 407 | 2 657 | 3 859 | 4 475 | 4 778 |

| 1982  | 1990  | 1999  | 2004  | 2006  | 2009  | 2014  | 2019  | 2022  |
| ----- | ----- | ----- | ----- | ----- | ----- | ----- | ----- | ----- |
| 4 723 | 6 469 | 6 989 | 7 013 | 6 955 | 7 627 | 8 521 | 9 050 | 9 196 |

### Enseignement

#### Établissements éducatifs
Maternelle
- Pottières
- Cornières
- La Bergerie

Primaire
- Cornières
- École du Centre
- École Saint-François « le Juvénat » [CM2 seulement]

Collège
- Collège Paul Langevin
- Collège Saint-François « le Juvénat »

Lycée
- Lycée Saint-François « Le Juvénat »

### Manifestations culturelles et festivités
- Le Festival de Musique Classique au mois d'octobre;
- La Foire au bouilli en novembre;
- Le chapiteau Villeventus, accueillant spectacles et salons.

### Associations
- La Chanterelle de Ville-la-Grand, société mycologique et botanique.
- Le Groupement Philatélique de l'Agglomération Annemassienne.
- L'Harmonie l'Espérance de Ville-la-Grand, orchestre d'harmonie fondé en 1904.
- L'école de Krav Maga de Ville-la-Grand, fondée en 2009 et enseignant la méthode d'auto-défense Israélienne.

### Sports

#### Football
Le FC Ville-la-Grand petite structure sportive créée en 1928 n'arriva pas à sortir du niveau régional durant toute son existence, plafonnant au maximum en Division d'honneur. Elle bénéficiait cependant d'infrastructures de bonne qualité du fait notamment de la proximité de la ville d'Annemasse, où la pratique du football est très répandue notamment chez les jeunes (comme dans la plupart des quartiers de type « HLM »). En 2003, il fusionna à ce titre avec le FC Gaillard (supérieur au niveau des performances sportives mais manquant de structures adaptées) pour former le Football Croix-de-Savoie. Elle quitte cette association lorsque, en 2007, l'Olympique Thonon-Chablais décide de la rejoindre,.

Logo des descendants du FC Ville-la-Grand, l'AJ Ville-la-Grand.

Par la suite, plusieurs autres associations de football firent leur apparition à Ville-la-Grand pour pallier cette fusion quasiment seulement administrative. L'AJ Ville-la-Grand, créée en 2010, avant tout pour les jeunes de la ville,, . Un second club portant également le nom de FC Ville-la-Grand fut fondé en 2009..

#### Sport-boules
La fédération internationale des boules voit le jour le 18 avril 1946 à Ville-la-Grand, rue du commerce, en face de l’école primaire, en prélude aux championnats du monde qui ont lieu à Genève l’année suivante.

### Médias

#### Radios et télévisions
La commune est couverte par des antennes locales de radios dont France Bleu Pays de Savoie, ODS Radio… Enfin, la chaîne de télévision locale TV8 Mont-Blanc diffuse des émissions sur les pays de Savoie. Régulièrement, l'émission La Place du village expose la vie locale. France 3 et sa station régionale France 3 Alpes peuvent parfois relater les faits de vie de la commune.

#### Presse et magazines
La presse écrite locale est représentée par des titres comme Le Dauphiné libéré, L'Essor savoyard, Le Messager - édition Genevois, le Courrier savoyard.

#### Internet
La ville de Ville-la-Grand a été récompensée plusieurs fois pour sa politique Internet par le label « Ville Internet », obtenant en @@@ en 2008, 2010, 2011.

## Économie

### Revenus de la population et fiscalité
En 2010, le revenu fiscal médian par ménage était de 35 511 €.

### Entreprises et commerces
- Ville-la-Grand possède une zone d'activités commerciales et industrielles importante.

## Culture locale et patrimoine

### Lieux et monuments

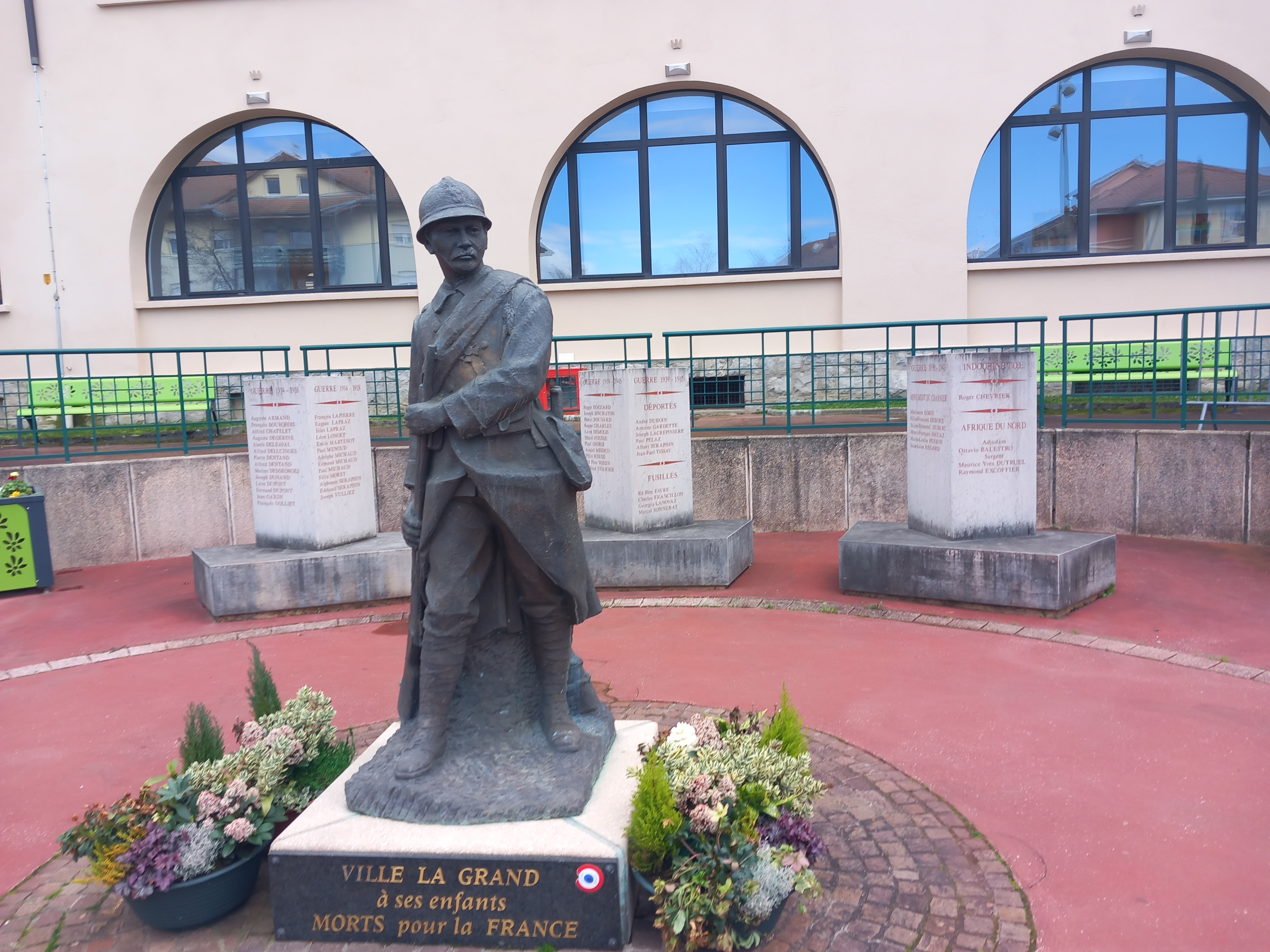
Monument aux morts de Ville-la-Grand

#### Monuments civils
- Deux pierres portant des inscriptions romaines sont encastrées extérieurement dans l'un des murs de l'église, une troisième se trouve sur le mur d'une maison à l'arrière de la mairie..
- Moulins et ruines de moulins.
- Cités SNCF et maisons « Lois Loucheur » (début XXe se).

#### Monuments religieux
- L'église Saint-Mammès[15].
- L'église Notre-Dame du Foyer des Cornières.

#### Espaces verts
- Bois de Rosses ;
- Vallon du Foron ;
- Parc des écureuils ;
- Parc des Iles du Forons;
- Parc du Fossard
- Parc de la place du Porte-Bonheur;
- Jardin des Amours.

En 2014, la commune de Ville-la-Grand bénéficie du label « ville fleurie » avec « deux fleurs » attribuées par le Conseil national des villes et villages fleuris de France au concours des villes et villages fleuris.

### Personnalités liées à la commune
- Famille de Grailly, seigneurs de Ville-la-Grand.
- Louis Favre (1910-1944), prêtre, enseignant au Juvénat de Ville-la-Grand et résistant. Chevalier de la Légion d'honneur. Juste parmi les nations[39].
- Daoud Ouchène, né le 23 août 1936 à Sédrata, près de Souk Ahras et mort le 12 octobre 1989 à Ville-la-Grand. D’origine kabyle, proche du Bachaga Boualam, figure emblématique des harkis, le lieutenant Ouchène dirige le barrage de la rue d’Isly le 26 mars 1962 qui fait 46 morts parmi les Pieds-Noirs pendant la guerre d'Algérie. Daoud Ouchène était titulaire de la croix de la Valeur militaire et de la Légion d'honneur[40],[41],[42].
- Marie Pillet (1941-2009), comédienne, mère de l'actrice et réalisatrice Julie Delpy. Elle est née à Ville-la-Grand, y a été scolarisée puis a poursuivi ses études au lycée d'Annemasse, où elle a été initiée au théâtre par son professeur de Français, Madame Trystram.
- Sophie-Tith Charvet, née le 19 septembre 1996, gagnante de la 9e saison de Nouvelle Star.

### Héraldique
| Armes de Ville-la-Grand | Les armes de Ville-la-Grand se blasonnent ainsi : Taillée ; au premier de gueules à la croix d'argent, au second de sinople à la colonne d'argent mouvant de la pointe ; à la barre de sable chargée de trois coquilles d'argent posées à plomb brochant sur la partition. |